# Sinosenecio newcombei
Sinosenecio newcombei là một loài thực vật có hoa trong họ Cúc. Loài này được (Greene) Janovec & T.M.Barkley miêu tả khoa học đầu tiên năm 1996.